# José Luis Reséndez
José Luis Reséndez Santos (Monterrey, 14 de outubro de 1978) é um ator e modelo mexicano. É filho primogênito e tem duas irmãs.

## Biografia
José Luis Reséndez Santos iniciou sua carreira estudando no Centro de Educação Artistica (CEA) da Televisa, de 1998 a 2000. Teve a sua estreia no ano de 2001, fazendo uma pequena participação na telenovela Amigas y rivales, A partir daí se seguiram outros trabalhos, como La madrastra (2005), Clap...El lugar de tus sueños (2003), Clase 406 (2003), Las vías del amor (2002) e Entre el amor y el odio (2002).
José Luis teve uma participação no filme mexicano "Punto y aparte" do diretor Paco del Toro e "Vergüenza y límite" do director Heiken Berkham.
Em sua carreira também já atuou em obras de teatro, como "Los melindres de Belsa", "Relaciones religiosas", "No te bebas el agua", "La sociedad de "Los melindres de Belsa", "Relaciones religiosas", "No te bebas el agua", "Los cuervos están de luto" e outras. Entre os musicais que já participou estão: "Vaselina" e "Homenaje a Bob Fosi". No ano de 2003, José Luis representou o México no concurso Mister Mundo, realizado em Londres, Reino Unido, onde obteve o 4° lugar e o prêmio de melhor corpo. 
Em 2005, José Luis interpretou o personagem Andrés na telenovela Alborada, que foi protagonizada por Lucero e Fernando Colunga. 
Em 2007, participou das telenovelas Destilando amor, Amor sin maquillaje e Tormenta en el paraíso onde foi um dos protagonistas com o seu personagem David Bravo. 
Em 2008, atuou em Un gancho al corazón como Fausto Buenrostro, tendo participado em apenas três capítulos. 
Em 2009 atuou na telenovela juvenil Camaleones, produzida por Rosy Ocampo. Também realizou testes de atuação com Alberto Estrella, Hugo Argüelles, Antonio Peñuñuri, entre outros diretores.[carece de fontes?]
Em 2011 debutou na Telemundo como antagonista da novela Los herederos del Monte.
Em 2012 protagonizou a novela Corazón valiente junto com Adriana Fonseca.
Em 2013 protagonizou a novela Dama y obrero, junto com Ana Layevska, repetindo a parceria que ambos tiveram em La madrasta.
Em outubro de 2018, o ator anunciou sua retirada da televisão, como forma de protesto contra os abusos das emissoras.

## Carreira

### Telenovelas
- Dama y obrero (2013) ... Acacio Martínez, el Teca
- Corazón valiente (2012) ... Juan Marcos Arroyo
- Los herederos del Monte (2011) ... José del Monte
- Camaleones (2009).... Pedro Recalde
- Un gancho al corazón (2008).... Fausto Buenrostro
- Tormenta en el paraíso (2007-2008).... David Bravo
- Amor sin maquillaje (2007)
- Destilando amor (2007).... Hilario Quijano
- Heridas de amor (2006).... Fabricio Beltrán Campuzano
- Alborada (2005-2006).... Andrés Escobar
- La madrastra (2005).... Greco Montes
- Clap...El lugar de tus sueños (2003).... César
- Clase 406 (2003).... Gilberto Bernal
- Las vías del amor (2002)
- Entre el amor y el odio (2002).... Nazario
- Amigas y rivales (2001)

### Séries
- 2009 - Mujeres asesinas - Miguel em Laura, Confundida
- 2002/2003 - Mujer, casos de la vida real

### Filmes
- 2002 - Punto y aparte - Valentín
- Vergüenza y límite